# Гойенече, Хосе Мануэль де, 1-й граф Уаки
Хосе Мануэль де Гойенече-и-Барреда, 1-й граф Уаки (исп. José Manuel de Goyeneche y Barreda; 12 июня 1776, Арекипа, Вице-королевство Перу — 10 октября 1846, Мадрид) — испанский дворянин, военный и дипломат.

## Ранний период жизни
Хосе Мануэль де Гойенече родился 12 июня 1776 года в Арекипе, в провинции Арекипа (современное Перу, тогда вице-королевство Перу), в богатой семье, принадлежавшей к местной знати и имевшей глубокие связи с военными. Его отец, Хуан де Гойенече-и-Агерревере (1741—1813), родом из долины Бастан в Наварре, был капитаном кавалерии и старшиной милиции, а его мать, Мария Хосефа де Барреда-и-Бенавидес, была дочерью Николаса де Барреда-и-Овандо, имевшего звание фельдмаршала.
В возрасте 8 лет Хосе Мануэль де Гойенече был записан в 1-й батальон ополчения Арекипы в качестве кадета. В декабре 1783 года он получил чин младшего лейтенанта в 4-й роте кавалерийского милицейского полка Куманья.
В 1788 году он отправился в Испанию, когда был совсем молодым, чтобы закончить свое обучение, и поступил в армию в качестве кадета, позже дослужившись до лейтенанта кавалерии в 1792 году и капитана гренадеров в 1795 году . Он принимал участие в обороне Кадиса от англичан в 1797 и 1800 годах, будучи командующим двумястами гренадерами и двумя орудийными батареями во втором случае. В феврале 1802 года король Испании Карл IV наградил его орденом Сантьяго.
В 1803 году правительство поручило Хосе Мануэлю де Гойенече изучить развитие военной тактики в разных европейских странах, в результате чего он стал свидетелем маневров армий Вильгельма III Прусского в Берлине и Потсдаме, эрцгерцога Карла в Вене и Наполеона Бонапарта в Париже и Брюсселе. Он продолжил свое путешествие по Англии, Голландии, Швейцарии, Германии и Италии. В конце своего путешествия он написал мемуары и перевел «Наставление по прусской армии». В мае 1805 года он представил первому министру Мануэлю Годою подробный отчет о том, что он видел в Европе. В июне того же 1805 году он получил звание полковника.

## Представитель Верховной хунты
В 1808 году, во время французского вторжения на Пиренейский полуостров, Хосе Мануэль де Гойенече был уполномочен в качестве представителя законного правительства Испании в Верховной хунте в Севилье в звании бригадного генерала для провозглашения короля Фердинанда VII в вице-королевствах Перу и Рио-де-ла-Плата, для обеспечения верности и покорности этих колоний законному испанскому королю, для передачи новостей о всеобщем восстании против французского вторжения в Испанию и для просьбы о помощи от колоний. Его полномочия были обширны, включая увольнение и заключение в тюрьму любого лица на государственной службе (включая вице-королей), который проявлял какую-либо оппозицию Фердинанду VII, законному королю Испании.
19 августа 1808 года Хосе Мануэль де Гойенече прибыл в Монтевидео (современный Уругвай), где провозгласил короля Испании Фердинанда VII законным королем. 23 августа он прибыл в Буэнос-Айрес, где вручил властям вице-королевства Рио-де-ла-Плата аккредитации Севильской хунты и документы, которые она ему доверила. Он также сообщил им об объявлении войны Франции и подписании мирного договора с Англией. 22 сентября он отправился в Лиму, чтобы сделать то же самое в вице-королевстве Перу.

## Война в Верхнем Перу
Хосе Мануэль де Гойенече отправился в Перу, где вице-король Фернандо де Абаскаль и Соуза назначил его генерал-капитаном и временным президентом Королевской аудиенсии Куско. В 1809 году он принял командование перуанскими роялистскими армиями в Верхнем Перу (5 тыс. чел.), отправленными для подавления революционных сил в Ла-Пасе, хотя эта провинция принадлежала вице-королевству Рио-де-ла-Плата. Он разгромил эти силы и приказал казнить дюжину их лидеров, затем вернулся в Куско.
Получив известие о Майской революции в Буэнос-Айресе, вице-король Перу Фернандо де Абаскаль и Соуза 13 июля 1810 года объявил о временном присоединении Верхнего Перу (нынешняя Боливия) к вице-королевству Перу. Генерал Хосе Мануэль де Гойенече организовал новые силы, но не продвигался на юг до битвы при Суипаче, которая оставила регион под контролем революционеров. В мае 1811 года он подписал перемирие с политическим лидером независимой армии Хуаном Хосе Кастелли, хотя события выдавали, что ни один из них не собирался его соблюдать. Кастелли развернул часть своих войск, чтобы попытаться окружить силы Гойенече, но Гойенече лучше использовал свое время и атаковал первым. Последовавшая за этим битва при Уаки 20 июня 1811 года стала решающей победой Гойенече.
Через несколько недель Хосе Мануэль де Гойенече занял весь Верхний Перу, включая города Ла-Пас, Кочабамба, Чукисака и Потоси, восстановив испанский контроль над территорией. Его решительная победа в битве при Уаки принесла ему титулы графа Уаки и гранда Испании 1-го класса.
На подавление восстания в Кочабамбе ушёл год, что задержало его вторжение в провинцию Сальта, находящуюся на севере современной Аргентины. После победы над упорным сопротивлением местных жителей Кочабамбы, включая женщин-бойцов, Хосе Мануэль де Гойенече вошел в город и жестоко подавил мятеж, что стоило жизни десяткам мужчин, женщин и детей.
В 1813 году генерал Хуан Пио де Тристан-и-Москосо, по приказу Гойенече, преследовал армию Рио-де-ла-Платы на юг, на территорию Аргентины. Пио Тристан атаковал армию Мануэля Бельграно на севере и был разбит в битве при Тукумане. Несколько месяцев спустя Тристан снова потерпел поражение в битве при Сальте, попав в плен вместе со всей своей армией. Армии Гойенече остались без защиты на своем южном фланге, что заставило его отступить к Оруро. Хосе Мануэль де Гойенече ушел с поста главнокомандующего и был заменен Хоакином де ла Песуэла, вскоре вернувшимся в Испанию.

## Возвращение в Испанию
По возвращении в Испанию Хосе Мануэль де Гойенече был назначен генерал-лейтенантом королевских армий, членом хунты по войнам в Индиях, членом военного совета и президентом хунты по заморской торговле. Он также был избран депутатом кортесов от Арекипы и сенатором королевства от провинции Канарские острова. Король Фердинанд VII сделал его пэром, а также рыцарем Военного ордена Сантьяго.
Хосе Мануэль де Гойенече скончался в Мадриде в 1846 году. Его останки захоронены в семейном склепе на кладбище Святого Исидора в испанской столице.